# جاستن إيلي
جاستن إيلي (بالفرنسية: Justin Élie)‏ هو ملحن وعازف بيانو هايتي، ولد في 1 سبتمبر 1883 في كاب هايتيان في هايتي، وتوفي في 3 ديسمبر 1931 بسبب نزف مخي.

## وصلات خارجية
- جاستن إيلي على موقع ميوزك برينز (الإنجليزية)
- جاستن إيلي على موقع ديسكوغز (الإنجليزية)